# Конаковский проезд
Конако́вский прое́зд — проезд в Головинском районе Северного административного округа города Москвы между Пулковской улицей и Флотской улицей.

## История
Назван 10 февраля 1978 года по городу Конаково Тверской области, так как расположен на севере Москвы. Возник в 1960—1961 годах в результате строительства тоннелей метрополитена открытым способом между станциями «Водный стадион» и «Речной вокзал». За Флотской улицей продолжается как пешеходная аллея в парке Дружбы до вестибюля станции метро «Речной вокзал». До 1978 года являлся безымянным. Нумерация домов в жилом квартале, ограниченном Ленинградским шоссе, Пулковской улицей и Флотской улицей до появления названия у проезда велась по Ленинградскому шоссе и Пулковской улице. В 1978 году после появления названия, нумерация большой части квартала стала относиться к Конаковскому проезду. Тогда же возник пробел в нумерации домов по Ленинградскому шоссе. По какой-то причине № 76 не был присвоен ни одному строению.